# Палак
Пала́к (до 114/113 — 111 до н. э.) — сын и наследник тавроскифского династа Скилура. После смерти отца совершил попытку подчинить своей власти Херсонес Таврический. В свою очередь община херсонеситов обратилась за помощью к Митридату Евпатору, царю Понта. Посланный на помощь херсонеситам полководец Митридата Евпатора Диофант разбил войска Палака в двух кампаниях, подчинив власти Понта и Херсонес, и Тавроскифию, которая была разделена на несколько территориальных образований и уже никогда не существовала как единое государство.
Данные события в полной мере описаны в декрете херсонесской общины, посвященном Диофанту (I. P. E. 1/2, 352).
Ранее диофантовы войны относили к 110—107 годам до н. э. Сейчас превалирует мнение о более ранней датировке, а именно 114—111 годам до н. э..
Этимология имени гр. Πάλακος < ск. Palaka < ир. Pāδaka — «Длинноногий».